# Monacos Grand Prix 1990
Monacos Grand Prix 1990 var det fjärde av 16 lopp ingående i formel 1-VM 1990.

## Resultat
1. Ayrton Senna, McLaren-Honda, 9 poäng
2. Jean Alesi, Tyrrell-Ford, 6
3. Gerhard Berger, McLaren-Honda, 4
4. Thierry Boutsen, Williams-Renault, 3
5. Alex Caffi, Arrows-Ford, 2
6. Eric Bernard, Larrousse (Lola-Lamborghini), 1
7. Gregor Foitek, Onyx-Ford (varv 72, kollision)

### Förare som bröt loppet
- Derek Warwick, Lotus-Lamborghini (varv 66, snurrade av)
- Nigel Mansell, Ferrari (63, batteri)
- Paolo Barilla, Minardi-Ford (52, växellåda)
- JJ Lehto, Onyx-Ford (52, växellåda)
- Philippe Alliot, Ligier-Ford (47, växellåda)
- Riccardo Patrese, Williams-Renault (41, fördelare)
- Andrea de Cesaris, BMS Scuderia Italia (Dallara-Ford) (38, motor)
- Satoru Nakajima, Tyrrell-Ford (36, snurrade av)
- Alain Prost, Ferrari (30, batteri)
- Alessandro Nannini, Benetton-Ford (20, växellåda)
- David Brabham, Brabham-Judd (16, transmission)
- Ivan Capelli, Leyton House-Judd (13, bromsar)
- Nicola Larini, Ligier-Ford (12, differential)
- Aguri Suzuki, Larrousse (Lola-Lamborghini) (11, styrning)
- Pierluigi Martini, Minardi-Ford (7, elsystem)
- Martin Donnelly, Lotus-Lamborghini (6, växellåda)
- Stefano Modena, Brabham-Judd (3, transmission)
- Emanuele Pirro, BMS Scuderia Italia (Dallara-Ford) (0, motor)

### Förare som diskvalificerades
- Nelson Piquet, Benetton-Ford (varv 0)

### Förare som ej kvalificerade sig
- Michele Alboreto, Arrows-Ford
- Olivier Grouillard, Osella-Ford
- Mauricio Gugelmin, Leyton House-Judd
- Roberto Moreno, EuroBrun-Judd

### Förare som ej förkvalificerade sig
- Gabriele Tarquini, AGS-Ford
- Yannick Dalmas, AGS-Ford
- Claudio Langes, EuroBrun-Judd
- Bertrand Gachot, Coloni-Subaru
- Bruno Giacomelli, Life